# بحران داخلی ایران ۱۴۰۴

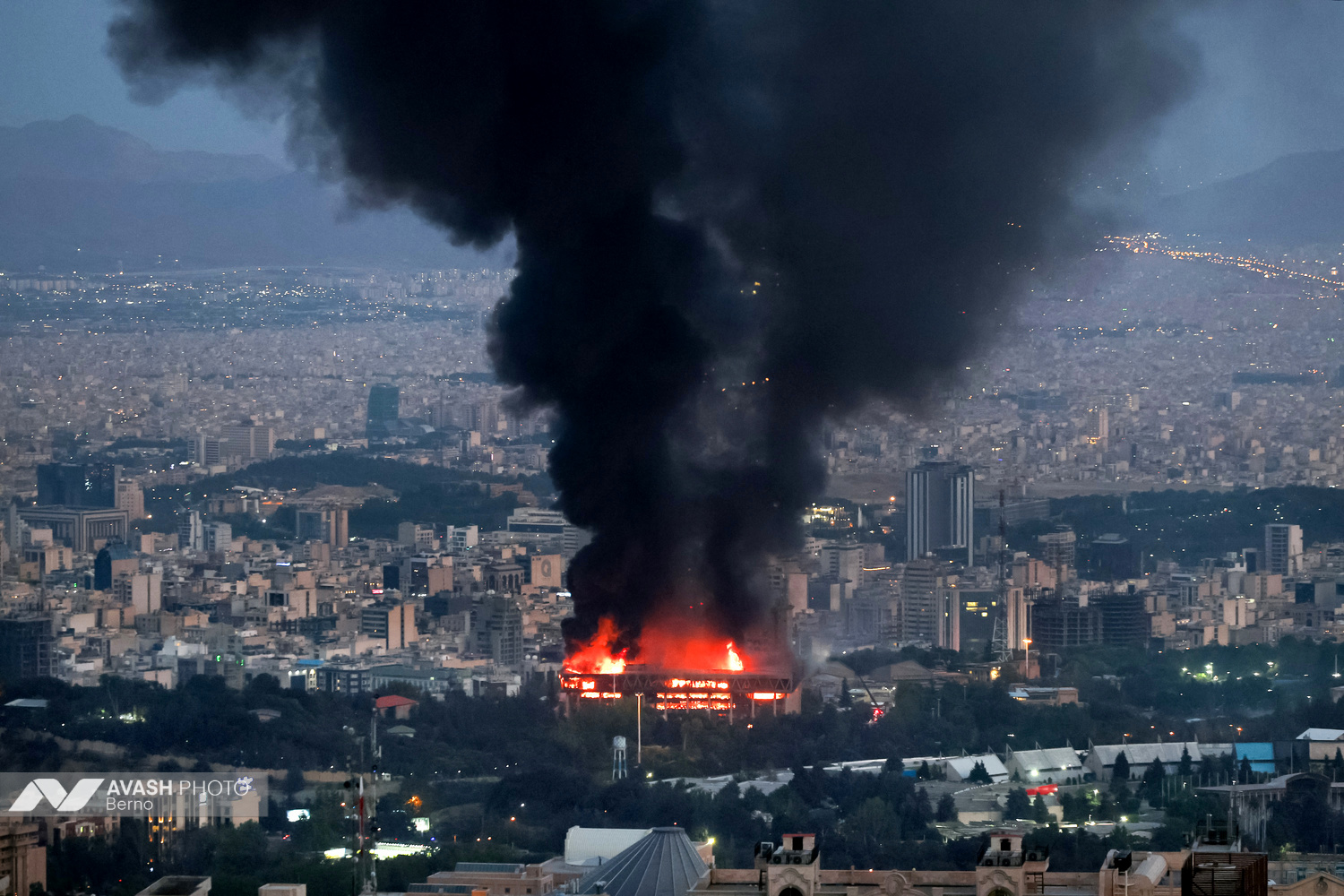
حمله به استودیوی پخش زنده خبری صدا و سیما

بحران داخلی ایران در سال ۱۴۰۴، به بحران داخلی موجود در ایران، پس از جنگ ایران–اسرائیل در سال ۱۴۰۴ اشاره دارد. این دوره ای است که با ناآرامی‌های داخلی و بی‌ثباتی سیاسی در ایران شناخته می‌شود و با سرکوبی‌های حکومتی، بازداشت‌های گسترده افراد، نظامی‌سازی و افت اقتصادی به‌صورتی شدید، به‌منظور حفظ کنترل و موقعیت وضع موجود همراه بوده است.
این جنگ ۱۲ روزه بین ایران و اسرائیل، پیامدهای روانی و سیاسی بلندمدتی بر جای گذاشت و باعث تنش‌های داخلی و گسترش «بحران مشروعیت» جمهوری اسلامی شد. یک گزارش از شورای ملی مقاومت ایران (NCRI) و منابع دیگر در این مورد، ضعف‌ها در حوزه امنیتی و مدیریتی را، به‌طور کامل برجسته کرده‌اند. رهبری ایران به‌جای ترویج وحدت یا آغاز اصلاحات، به درون خود فرورفته، درگیر منازعات داخلی و محلی خود شده و از پاسخگویی به مشکلات اجتناب کرده است. سازمان عفو بین‌الملل، به نقل از «کارگ» گزارش داده که در واکنش به انزوای روزافزون و فزاینده بین‌المللی در مورد رژیم ایران، این رژیم به‌طور فزاینده‌ای، کنترل داخلی اوضاع را از طریق سرکوبی شدیدتر و احتمالاً افزایش اعدام‌ها تشدید کرده است. همچنین، پیامدهای جنگ، اقتصاد از پیش متزلزل ایران را به وضعیتی حتی ناپایدارتر و آسیب‌پذیرتر کشانده است.

## یش‌زمینه
این بحران، پس از جنگ ژوئن ۲۰۲۵ که بین ایران و اسرائیل رخ داد، پدید آمد. این جنگ در ۱۳ ژوئن آغاز شد، زمانی که نیروهای اسرائیلی، حملاتی را علیه اهداف نظامی، هسته‌ای و رهبری سیاسی ایران آغاز کردند. ایران در پاسخ، حملات گسترده‌ای را با موشکها و پهپادها، علیه اهداف اسرائیلی و متحدانش، از جمله یک پایگاه آمریکائی در قطر، انجام داد. این جنگ با آتش‌بسی که به‌میانجی‌گری آمریکا و قطر صورت گرفت، در ۲۴ ژوئن ۲۰۲۵ به پایان رسید.

## پیامدهای داخلی پس از جنگ
پس از پایان جنگ ژوئن ۲۰۲۵، جمهوری اسلامی ایران، کارزار گسترده‌ای از سرکوبی‌های داخلی را آغاز کرد. این اقدامات شامل بازداشت‌های دسته‌جمعی، اخراج‌های اجباری، تسریع در اجرای احکام اعدام، گسترش نظارت و محدودیت‌های شدیدتر بر افراد و غیرنظامیان بوده است. رسانه‌هایی مانند France24 و نیز Wall Street Journal، این اقدامات را نشانه‌ای از اضطراب و نگرانی شدید رژیم و ترس آن از ناآرامی یا نفوذ داخلی توصیف کرده‌اند.
با وجود کوتاه بودن مدت این جنگ، تأثیرات روانی و سیاسی آن بر ایران، بسیار قابل توجه بوده است. رسانه‌های داخلی ایران، از عباراتی چون «پارانویا» و «ناآرامی» استفاده کرده‌اند تا بتوانند این بحران را توصیف کنند. ناتوانی و ضعف شدید دولت ایران در جلوگیری یا پاسخ‌گویی به حملات دقیق اسرائیل در این جنگ، علی‌رغم ادعای بازدارندگی منطقه‌ای از طرف ایران، اعتماد عمومی به دکترین امنیتی ایران را در هم شکست. جنگ، فشارهای اجتماعی-اقتصادی موجود را تشدید کرد، خشم گسترده عمومی را شعله‌ور ساخت و زمینه‌ساز بحران داخلی شدیدی شد.
در حالی‌که نفوذ منطقه‌ای ایران، به‌طور کامل کاهش یافته است و گروه‌های نیابتی آن مانند حماس، حزب‌الله و رژیم اسد در سوریه، بینهایت تضعیف شده‌اند، رژیم ایران در داخل کشور، کنترل خود را تشدید کرده است. سازمان عفو بین‌الملل گزارش می‌دهد که در مواجهه با انزوای به‌وجود آمده برای ایران، تهران کنترل داخلی را از طریق سرکوبی و افزایش احتمالی اعدام‌ها، تحت قوانین مبهم «همکاری با دشمن» گسترش داده است.
در دسترسی به اطلاعات نیز، به‌دلیل قطع مکرر یا دائمی اینترنت، محدودیت‌هایی وجود دارد و بدین لحاظ، نگرانی‌ها دربارهٔ وضعیت زندانیان سیاسی در حال افزایش است. دکتر میرزایی، کارشناس علوم سیاسی، اضافه می‌کند که امید به مداخله غرب از بین رفته و این امر، مقاومت داخلی را دشوارتر کرده است. او و دیگر کارشناسان تأکید می‌کنند که فشارهای خارجی بر روی ایران، همچون تحریم‌های اقتصادی یا مذاکرات دیپلماتیک، می‌توانند کاملاً مؤثر باشند، اما بهر حال، تغییر واقعی وضع موجود، باید از درون ایران آغاز شود.
گزارش مرکز ملی اطلاعات زیست‌فناوری تأکید می‌کند که رهبری رژیم ایران، به‌جای نمایش اتحاد یا آغاز اصلاحات ساختاری ضروری، به اختلافات داخلی و انکار واقعیت‌ها روی آورده است که این خود، نشانه‌ای از یک نظام در حال بحران است. منازعات علنی بین مقامات مختلف در ایران، از جمله اتهامات بی‌پایه و اساسی نظیر جاسوس بودن پناهندگان، تنها بی‌اعتمادی و آشفتگی داخلی مملکت را تشدید کرده است.
محمود امیری مقدم، مدیر سازمان حقوق بشر ایران که در نروژ مستقر است، روز چهارشنبه گفت که جمهوری اسلامی، احتمالاً پس از آتش‌بس با اسرائیل، سرکوبی‌ها را افزایش خواهد داد تا «شکست‌های نظامی خود را پنهان کرده و بدین ترتیب از اعتراضات جلوگیری و بقای خود را تضمین کند». این در حالی است که مقامات ایرانی، از رویکردهای دولت دفاع کردند. اسماعیل بقایی، سخنگوی وزارت امور خارجه ایران در الجزیره، بزبان انگلیسی گفت: «مردم ما نشان دادند که در دفاع از امنیت ملی و حاکمیت خود به‌طور کامل مصمم هستند».

### سرکوبی‌ها و بازداشت‌ها
در روزهای پس از آتش‌بس، مقامات ایرانی تمرکز خود را بر روی امنیت داخلی کشور افزایش دادند که در این مورد، گزارش‌هایی از بازداشت‌های گسترده مردم، اعدام‌های افراد و استقرار نیروهای نظامی منتشر شد. تا اواخر ژوئن، بیش از ۷۰۰ نفر در استان‌های مختلف و به‌ویژه در تهران، در مناطق کردنشین و نواحی مرزی بازداشت شدند. این بازداشت‌شدگان، به اتهام جاسوسی، همکاری با سرویس‌های اطلاعاتی خارجی یا جرائم امنیتی مختلف متهم شدند.
از جمله این بازداشت‌شدگان، فعالان سیاسی، اعضای اقلیت‌ها، دو تابعیتی‌ها و حتی شهروندان عادی بدون داشتن سابقه اعتراض سیاسی بودند. در برخی از موارد، متهمان حتی از حق داشتن وکیل محروم شدند. محاکمات آنها به‌صورت غیرعلنی برگزار شد و احکام صادره از جمله اعدام، سریعاً صادر گردیدند.
مقامات ایرانی، این اقدامات را به‌عنوان تدابیر پیشگیرانه امنیتی، در واکنش به احتمال نفوذ سرویس‌های اطلاعاتی اسرائیل در طول جنگ توصیف کرده‌اند. سازمان‌های بین‌المللی حقوق بشر نیز، این اقدامات را نقض روند دادرسی عادلانه و نشانه‌ای از رفتار سرکوبگرایانه دولت در شرایط بحرانی فعلی دانسته‌اند.
نوشین، یک زن خانه‌دار ۴۴ ساله از تهران گفت: «اساساً بعد از هر بحران، رژیم ایران عادت دارد که مردم خود را شدیداً تنبیه کند و این بار هم احتمالاً، بسیاری از مخالفان را گرفتار خواهد کرد».
مجلس ایران هم هم‌زمان در این مورد، طرحی را پیشنهاد کرده است که برطبق آن، مجازات اعدام را برای تمام متهمان به جاسوسی الزامی می‌سازد، به‌طوری‌که قضاوت دادگاه را حذف کرده و اقدامات تنبیهی تشدید شده را، به قانون تبدیل می‌کند. حقوقدانان و نهادهای حقوق بشر، ابراز نگرانی کرده‌اند که چنین قوانین ناواردی که از طرف ایران وضع شده‌اند، آزادی‌های مدنی و استقلال قضایی را، بیش از پیش محدود کرده و به رژیم ایران اجازه می‌دهند که با نام «امنیت ملی»، مخالفان سیاسی را سرکوب کند.

### اخراج اتباع افغان ۱۴۰۴
هم‌زمان با بازداشت‌ها، دولت ایران، میزان اخراج اتباع افغانی ساکن کشور را، به‌شکل قابل‌توجهی افزایش داد. پیش از جنگ و به‌طور میانگین، روزانه درحدود ۵٬۰۰۰ نفر از آنها از ایران اخراج می‌شدند. این عدد تا اوایل ماه ژوئیه ۲۰۲۵، به حدود ۳۰٬۰۰۰ نفر در روز افزایش یافت.
بر اساس گزارش‌های سازمان ملل متحد و نهادهای بشردوستانه، بیش از ۱٫۱ میلیون افغانی، بین ماه‌های مارس تا اوایل ژوئیه، به‌زور بازگردانده شده‌اند. بسیاری از این افراد، سال‌ها در ایران زندگی کرده بوده‌اند و بدون امکان پیگیری قانونی یا اطلاع قبلی اخراج شدند. توجیه رسمی مقامات ایرانی برای این اخراج‌ها، نگرانی‌های امنیت ملی و ادعاهای مبنی بر استفاده احتمالی از مهاجران افغانی توسط عوامل خارجی به‌عنوان ابزار نفوذ خارجی در ایران، عنوان شده است.
این اخراج‌های دسته‌جمعی، به ایجاد یک بحران انسانی در مرزهای شرقی ایران، به‌ویژه در اطراف هرات در افغانستان، منجر شده است؛ جایی که هزاران بازگشته افغانی، با کمبود شدید پناهگاه، آب و کمک‌های پزشکی روبرو هستند.

### افزایش حضور امنیتی
به دنبال این جریانات، اقدامات امنیتی افزایش‌یافته‌اند که شامل گسترش پست‌های ایست بازرسی در مناطق شهری و روستایی بوده‌اند، به‌ویژه در استان‌هایی که دارای سطوح بالای مخالفت‌های قومی یا سیاسی می‌باشند. در این پستهای ایست، وسایل نقلیه متوقف شده، تلفن‌های همراه بازرسی و افراد بدون حکم قضایی بازجویی می‌شوند. هم‌زمان با آن، نیروهای سپاه پاسداران انقلاب اسلامی و بسیج، عملیات خود را به‌ویژه در مناطق کردنشین، بلوچ‌نشین و عرب‌نشین افزایش داده‌اند. برطبق گزارشهای به‌دست آمده، این نیروها، حملات بدون حکم، تفتیش منازل و بازداشت‌های گروهی را انجام داده‌اند.
تحلیل‌گران، این حضور پررنگ شبه‌نظامیان ایران را، اقدامی پیشگیرانه برای جلوگیری از ناآرامی و تثبیت کنترل رژیم، در مناطق ناآرام سیاسی ارزیابی کرده‌اند.
تیراندازی‌های مرگبار اخیر در شهر خمین در ایران، نمونه فزاینده ای از برخوردهای خشن در ایست‌های بازرسی، توسط سپاه و نیروهای بسیج وابسته به آن است. در تاریخ ۲ ژوئیه، خبرگزاری فارس (وابسته به سپاه)، گزارش داد که نیروهای امنیتی، دو جوان به‌نام‌های «مهدی عبایی» و «علیرضا کرباسی» را در نزدیکی شهر همدان، به ضرب گلوله کشته‌اند. این دو، ظاهراً در حال گردش در کوهستان بوده‌اند و شرایط دقیق حادثه هنوز مشخص نشده است.
در ۱۹ ژوئیه، اعضای نیروهای بسیج، خانواده‌ای را که از ایست بازرسی عبور می‌کردند، به گلوله بستند و همه اعضای خانواده، از جمله نوزادی به‌نام «رها»، کشته شدند. کاربران شبکه‌های اجتماعی، این واقعه را با مرگ کیان پیرفلک مقایسه کرده و مقامات انتظامی را متهم کردند که از عدم امنیت پس از جنگ با اسرائیل، به‌عنوان بهانه‌ای برای هدف قرار دادن غیرنظامیان بی‌دفاع استفاده می‌کنند. رضا پهلوی، ولیعهد تبعیدی، در شبکه اجتماعی X نوشت که این اقدامات، حاکی از استیصال رژیم است که «برای انتقام از تحقیر خود، کودکان را به قتل می‌رساند».
در حالی‌که مقامات دولت ایران، همواره وعده تحقیقات دربارهٔ چنین مواردی را می‌دهند، هیچ گزارشی از مجازات عوامل این حوادث منتشر نشده است. در مقابل، بازماندگان و خانواده‌های عزادار، اغلب تحت فشارهای حکومتی قرار می‌گیرند تا خواسته‌های خود را برای درخواست عدالت، پیگیری نکنند.

### تنش داخلی و ترس و نگرانی
به‌نظر می‌رسد که دایره داخلی قدرت در ایران، وارد مرحله شدیدی از پارانویای شدید شده است. در پی حملات اولیه اسرائیل، فضای بدبینی در سطوح عالی رهبری افزایش یافته است. اکنون، رهبری رژیم که هم از نفوذ خارجی و هم از خیانت داخلی در هراس است، به‌احتمال زیاد، بیش از پیش از فضای عمومی فاصله خواهد گرفت.
به‌گفته یکی از ناظران، حضور رهبر جمهوری اسلامی در انظار عمومی، ممکن است به رویدادهای بسیار محدود و به‌شدت مدیریت‌شده کاهش یابد، به‌طوری که هرگونه تعاملی در این خصوص حذف شود.
اما این پیامدها ممکن است فقط به راس هرم محدود نشوند. با گسترش ترس و بیم در سیستم، این ترس ممکن است به درون جامعه نیز هدایت شود. شهروندان ایرانی ابراز داشته‌اند که انتظار دارند رژیم ایران، «تمام خشم خود را» بر سر مردم خالی کند. در چنین شرایطی، مردم دیگر صرفاً به‌عنوان تابعان منفعل دیده نمی‌شوند، بلکه ممکن است به‌عنوان دشمنان بالقوه نگریسته شوند. رژیم، بخاطر حالت شدید ناامنی موجود، ممکن است جامعه را به‌عنوان یک تهدید داخلی تلقی کند که در آن صورت، باید آن را تحت نظارت، مهار و در صورت لزوم، تحت سرکوبی قرار داد.

### سانسور
در اوایل ژوئیه، ایران اقدام به خاموشی سراسری اینترنت کرد، از جمله قطع کامل اینترنت که از تاریخ ۶ ژوئیه آغاز شد و سطح اتصال کاربران را به حدود ۲۰٪ حالت عادی کاهش داد. این محدودیت‌ها، در پی خاموشی مشابهی در میانه ماه ژوئن (۱۷ تا ۱۸ ژوئن) اعمال شد که باعث کاهش ۹۷٪ ترافیک اینترنتی در ایران شد. دولت این اقدامات را به‌عنوان دفاع سایبری در برابر حملات اسرائیل معرفی کرد، در حالی که ناظران این اقدام دولت، بر خسارات اقتصادی ناشی از آن (برآورد شده به میزان ۱٫۵ میلیون دلار در هر ساعت) و وابستگی فزاینده به «شبکه ملی اطلاعات» که به‌شکل ایزوله از اینترنت جهانی طراحی شده، تأکید کردند.

### پیامدهای اقتصادی
در پی جنگ ۱۲ روزه، اقتصاد داخلی ایران، وارد مرحله‌ای از بی‌ثباتی و شکنندگی فزاینده شده است. این درگیری، ضربه‌ای ناگهانی به سیستمی وارد کرد که پیش‌تر در نتیجه سال‌ها تحریم، سوء مدیریت و فرسایش زیرساخت‌ها، تضعیف شده بود. جابجایی نزدیک به ۷ میلیون نفر از مردم از مناطق شهری در طول جنگ، تجارت، حمل و نقل و اقتصاد محلی ایران را مختل کرد. اگرچه بسیاری از ساکنان، به محل زندگی خود بازگشته‌اند، ولی ریتم اقتصادی هنوز به‌طور کامل بازیابی نشده و فعالیت‌های تجاری در بخش‌های کلیدی، همچنان دچار اختلال کامل هستند.
ایران پس از جنگ اخیر، با دو چالش بازیابی فیزیکی و نهادی مواجه است. کمبود برق که پیش از جنگ نیز شدید بود، اکنون وخیم‌تر شده است. مناطق صنعتی، با خاموشی‌های برنامه‌ریزی‌نشده و طولانی تا ۵ ساعت در روز روبرو هستند که به‌طور جدی، تولیدات صنعتی و زنجیره‌های تأمین را تحت فشار شدید تولیدی قرار داده است.
این وضعیت، همراه با اختلالات لجستیکی و کاهش دسترسی به سوخت، خدمات پایه را دچار اختلال کرده و کسب‌وکارهای کوچک را با بی‌ثباتی تازه‌ای روبرو کرده است. اگر حملات اسرائیل ظرفیت پالایشگاهی را آسیب زده یا کانال‌های توزیع مواد اولیه صنعتی را مختل کرده باشد، روند بازیابی دشوارتر نیز خواهد شد.
افق اقتصادی ایران پس از جنگ اخیر، با واکنش سیاسی ایران به حملات بعمل آمده، پیچیده‌تر شده است. تصمیم دولت برای تعلیق همکاری با آژانس بین‌المللی انرژی اتمی، یک موضع تقابلی را نشان می‌دهد که می‌تواند موجب اعمال تحریم‌های جدیدتر اروپا، بر اساس سازوکارهای توافق هسته‌ای شود.
این موضوع، بسیاری از شهروندان ایران را نگران کرده است، زیرا که ممکن است انزوای بیشتر و خفگی اقتصادی بیشتری را برای ایران به‌دنبال داشته باشد. تحریم‌های جدید می‌توانند دسترسی به ارز خارجی را محدود کرده، واردات کالاهای اساسی را کاهش داده و قدرت خرید عمومی را بیش از پیش تضعیف کنند، که این موارد، به‌طور نامتناسبی، مردم عادی را که از قبل با تورم و بیکاری دست و پنجه نرم می‌کردند، تحت تأثیر قرار خواهد داد.

## درخواست‌های داخلی برای تغییر

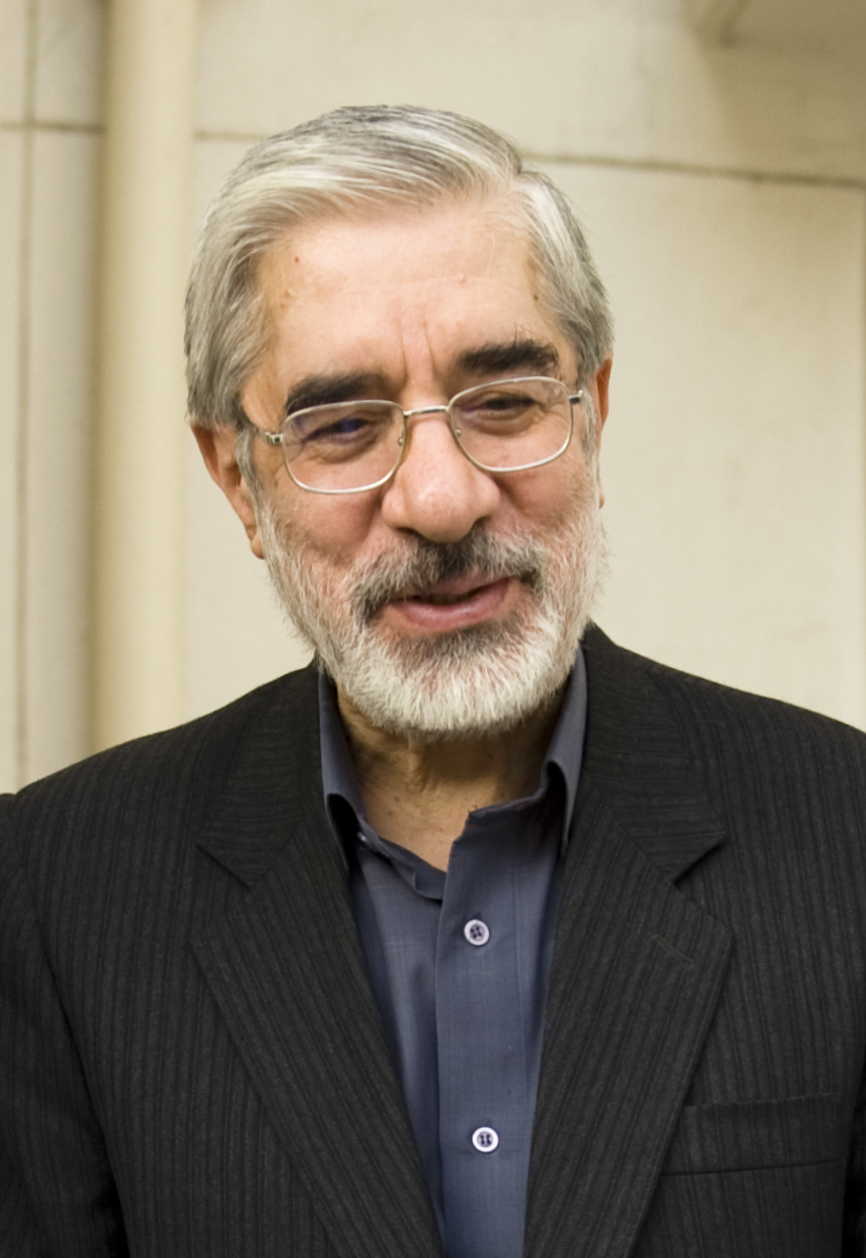
میرحسین موسوی

در پی جنگ اخیر با اسرائیل، خواسته‌ها برای اصلاحات اقتصادی و سیاسی در ایران شدت گرفته است. این فشار اصلاح‌طلبان، در اصل بحرانی عمیق در ایران پدیدآورده است؛ بحرانی که با ناامیدی عمومی، سال‌ها تحریم، سوء مدیریت و انزوا همراه بوده و اقتصاد را دچار تنش کرده است و این در حالی است که فساد گسترده و نبود پاسخگویی از طرف مقامات مسئول، اعتماد عمومی به نظام را فرسوده است. اصلاح‌طلبان این لحظه را سرنوشت‌ساز می‌دانند: یا جمهوری اسلامی در حوزه‌های سیاسی و اقتصادی گشایش ایجاد می‌کند، یا با بی‌ثباتی بیشتر و احتمالاً فروپاشی مواجه خواهد شد. جنگ اخیر با اسرائیل، آسیب‌پذیری امنیتی ایران، به‌همراه انزوای دیپلماتیکی آن را آشکارتر کرد. میرحسین موسوی، رهبر جنبش سبز در سال ۲۰۰۹، در تاریخ ۱۱ ژوئیه ۲۰۲۵، بار دیگر خواستار برگزاری همه‌پرسی برای تشکیل مجلس مؤسسان قانون اساسی شد و آن را تنها راه «نجات» ایران خواند. او تأکید کرد که این جنگ، ناشی از خطاهای سیاسی جدی بوده و وحدت ظاهری مردم، نباید با تأیید رژیم موجود اشتباه گرفته شود.
حسن روحانی، رئیس‌جمهور پیشین نیز، بحران کنونی را و از جمله آتش‌بس ۲۴ ژوئن را، فرصتی منحصر به‌فرد برای «بازسازی بنیان‌های حکمرانی» توصیف کرد. او تأکید کرد که امنیت ملی ایران، نه تنها به بازدارندگی نظامی، بلکه به «اقتصادی مقاوم، دیپلماسی خردمندانه و اعتماد متقابل میان دولت و ملت» نیاز دارد. درحدود ۲۰۰ نفر اقتصاددان و مقامهای بالای پیشین در ایران، خواستار «تغییر مدل حکمرانی» شده و بر لزوم مذاکره با ایالات متحده و اروپا، بازسازی مالی و اقدامات ضد فساد قوی‌تر تأکید کرده‌اند. چهره‌هایی چون میرحسین موسوی (که همچنان در حصر خانگی است) فراتر رفته و خواستار همه‌پرسی ملی، برای تشکیل مجلس قانون‌اساسی و آغاز انتقال سیاسی شده‌اند.
با این حال، ساختار قدرت محافظه‌کار، به‌ویژه سپاه پاسداران انقلاب اسلامی، هیچ نشانه‌ای از عقب‌نشینی نشان نداده و چهره‌های اصلاح‌طلب، همچنان با سرکوبی مواجه هستند که از جمله آنها می‌توان صدور احکام طولانی‌مدت زندان برای مخالفان سیاسی را ذکر کرد. فعالان و معترضان رژیم در ایران می‌گویند که در طول جنگ، صدر حاکمه در ایران، ساکت، نگران و گیج باقی مانده است و خشم خود را، هم نسبت به ایران و هم نسبت به اسرائیل، یکجا ابراز کرده است. یورونیوز از قول یکی از شهروندان ایران گزارش داد: «بعد از تمام شدن حملات، صدای خود را بلند خواهیم کرد، چون این رژیم مسئول آغاز این جنگ است».